# Układ wydalniczy
Układ wydalniczy – układ narządów służący do wydalania. Zbudowany z narządów wydalniczych.
Rozróżnia się:
- układ wydalniczy bezkręgowców;
- układ wydalniczy kręgowców (w tym człowieka).